# Salambo

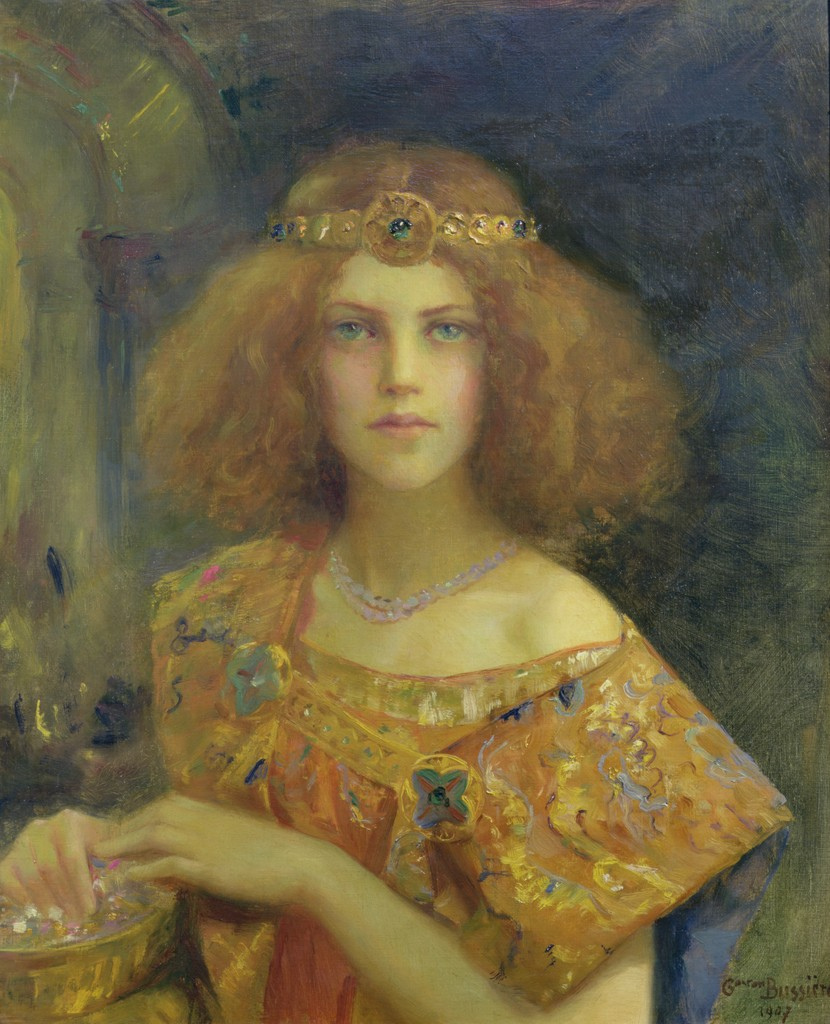
Salambo (mal. Gaston Bussière, 1907)

Salambo (oryg. fr. Salammbô) – powieść Gustawa Flauberta z 1862 roku, której akcja rozgrywa się podczas wojny Kartagińczyków z najemnikami w III stuleciu p.n.e. (240-237 p.n.e.).
Na język polski przetłumaczona pierwotnie przez  Natalię Dygasińską pt. Córka Hamilkara (1876), a następnie przez W. Rogowicza jako Salambo (wyd. Książka i Wiedza, Warszawa, 1950). W 1864 umieszczona przez Watykan w Indeksie ksiąg zakazanych.

## Okoliczności powstania utworu
Pomysł napisania powieści historycznej, bliskiej konwencjom romantycznym, powstał u Flauberta pod wpływem niepowodzeń związanych z utworem Pani Bovary. Twórca uznał wówczas, że nie będzie w stanie pisać o współczesnym mu świecie bez ponownego narażania się na oskarżenia o niemoralność, i zdecydował się umieścić akcję kolejnej powieści w dalekiej przeszłości, a jej główną bohaterką uczynić kobietę o imieniu Pyrrha. W 1858 udał się do Tunisu dla poznania ruin Kartaginy, równolegle zapoznając się z odpowiednimi tekstami historyków starożytnych. Pod wpływem tych lektur całkowicie przekształcił pierwotny plan powieści, zmieniając też imię tytułowej postaci.
Od dzieciństwa zafascynowany historią starożytną, Flaubert poszerzał swoją wiedzę o dziejach i obyczajowości Kartaginy przez kilka miesięcy, zanim ostatecznie przystąpił do pisania. Latem 1857 w listach do przyjaciół skarżył się, iż mimo przeczytania ponad stu pozycji opisujących różne aspekty dziejów interesującej go epoki, nadal nie jest w stanie wyobrazić sobie emocji przeżywanych przez uczestników wojny, którą obrał za tło akcji powieści.

## Treść
Po zakończeniu pierwszej wojny punickiej tysiące najemników zatrudnionych przez władze Kartaginy oczekują na wypłatę żołdu, która jednak nie następuje. Gdy atmosfera w ich obozie staje się nerwowa, część z nich, dowodzona przez Matha, pustoszy ogrody pałacu wodza Hamilkara, gdzie Matho widzi jego córkę – piękną Salambo. Władze Kartaginy nakazują najemnikom wyjść z miasta i oczekiwać na wypłatę poza murami. Po wymarszu do żołnierzy docierają wiadomości o śmierci trzystu ich towarzyszy w mieście i o dalszej zwłoce z wypłatą. Dodatkowo do buntu podżega ich podstępny i mściwy Grek Spendiusz – były niewolnik. Wojska najemne podejmują oblężenie miasta. 
Dla osłabienia ducha obrońców Matho i Spendiusz przedostają się do miasta, z którego Matho wykrada przedmiot kultu – święty welon (zaimf). Trwają też walki o miasto Utyka, z którego ostatecznie najemnicy zostają wyparci. Sytuację buntowników ratuje powrót oddziałów Matha. Tymczasem do Kartaginy powraca Hamilkar Barkas, niedawny bohater wojny z Rzymem, teraz obwiniany za bunt najemników, którymi wcześniej dowodził. Choć wódz początkowo nie chce występować przeciw tym, których racje pojmuje, ulega w końcu namowom na przejęcie dowództwa nad wojskami kartagińskimi. Zaczyna odnosić zwycięstwa, jednak Kartagina nadal pozostaje odcięta od reszty ziem kraju. W mieście szerzy się głód, a utrata zaimfu nasila zwątpienie i obawy mieszkańców. Za namową kapłanów Salambo udaje się do namiotu Matha, by odzyskać święty welon. Uwodzi go, po czym ucieka, wykradając zaimf. Tymczasem Hamilkar porozumiewa się z Narr Hawasem, władcą sąsiedniego państwa pomagającego najemnikom, i skłania go do zerwania sojuszu z Mathem.
W toku zażartych walk najemnicy na nowo otaczają Kartaginę, której mieszkańcy, cierpiąc z głodu i pragnienia, składają własne dzieci w ofierze Molochowi. Hamilkar ukrywa swego kilkuletniego syna Hannibala, ratując mu życie. Tymczasem część oddziałów najemników zostaje zwabiona do skalnego wąwozu i tam otoczona; tam  umierają z głodu. Pojmany i ukrzyżowany zostaje również Spendiusz. W odwecie najemnicy zabijają w taki sam sposób okrutnego dowódcę kartagińskiego Hannona. Pozostałe wojska najemników zostają pokonane i wycięte w końcowej bitwie. Jedynie wzięty do niewoli Matho zostaje przeznaczony do złożenia go na ofiarę dziękczynną. Prowadzony ulicami miasta, wyszydzany i maltretowany przez tłum, staje przed Salambo, która ma za chwilę zostać małżonką Narr Hawasa. Na widok jego zmasakrowanej postaci dziewczyna pada martwa.

## Cechy utworu

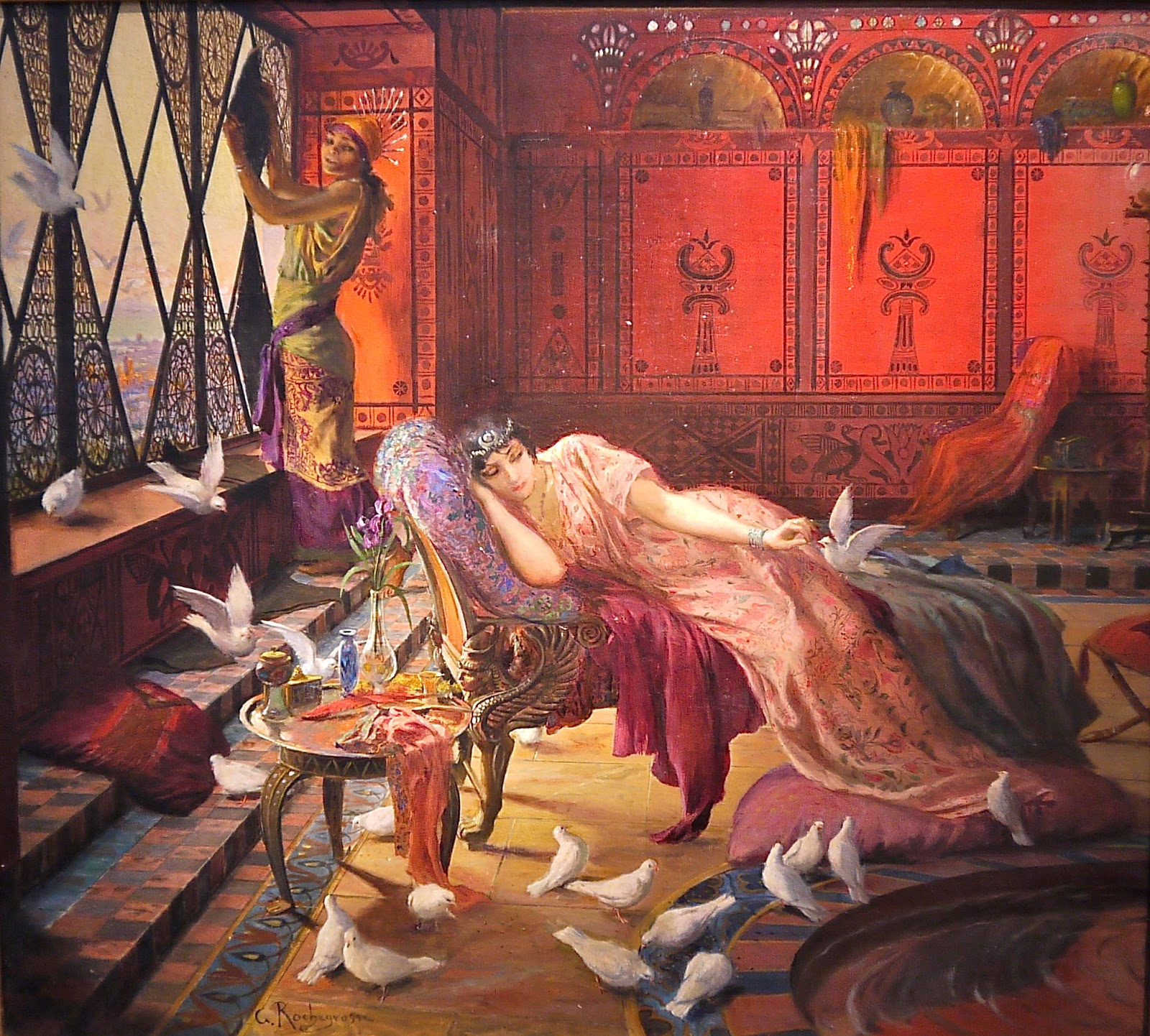
Salambo wśród gołębi (mal. Georges Rochegrosse, 1895)

Głównym tematem powieści jest cierpienie i obsesja przywódcy najemników Matha, który w ujęciu Flauberta stał się romantycznym barbarzyńcą, i którego życie od momentu spotkania z Salambo jest podporządkowane marzeniom o niej. Motywacją Matha w działaniu nie są pieniądze (jak w przypadku autentycznych przywódców buntu), lecz pożądanie nieosiągalnej córki Hamilkara. Toczona przez niego walka jest bojem o wszystko albo nic: Matho utożsamia walkę o Kartaginę z walką o własną miłość. Skazany jest jednak na klęskę, gdyż dowodzone przez niego siły nie są zdolne do skoordynowanego działania – zbyt wielkie są wśród jego żołnierzy różnice kulturowe i językowe. Stosując zabieg ironii, Flaubert konstruuje monumentalną scenę wkroczenia Matha do Kartaginy – jest to jednak wejście do miasta przez bezbronnego jeńca, zakończone jego egzekucją – nie zaś wymarzone przez bohatera zdobycie fortecy.
Salambo jest równocześnie powieścią o iluzji i nietrwałości. Matho marzy o życiu z Salambo w mitycznej, rajskiej krainie, zarazem wyobrażając sobie Kartaginę jako niezdobytą, mityczną twierdzę. Tymczasem oblegane przez najemników miasto jest pogrążone w wewnętrznym chaosie, zaś jego mieszkańcy nie wiedzą, w jaki sposób ratować własne życie. Iluzją jest również pozycja Hamilkara Barkasa, na przemian czczonego i potępianego przez współrodaków (zależnie od wyników toczonych przez niego bitew), a nawet szczęście samej Salambo, odsuniętej wbrew własnej woli od roli kapłanki Tanit i zmuszonej do zawarcia małżeństwa. Kruchość jej istnienia symbolicznie ukazuje śmierć tytułowej postaci w finałowej scenie utworu.

## Recepcja

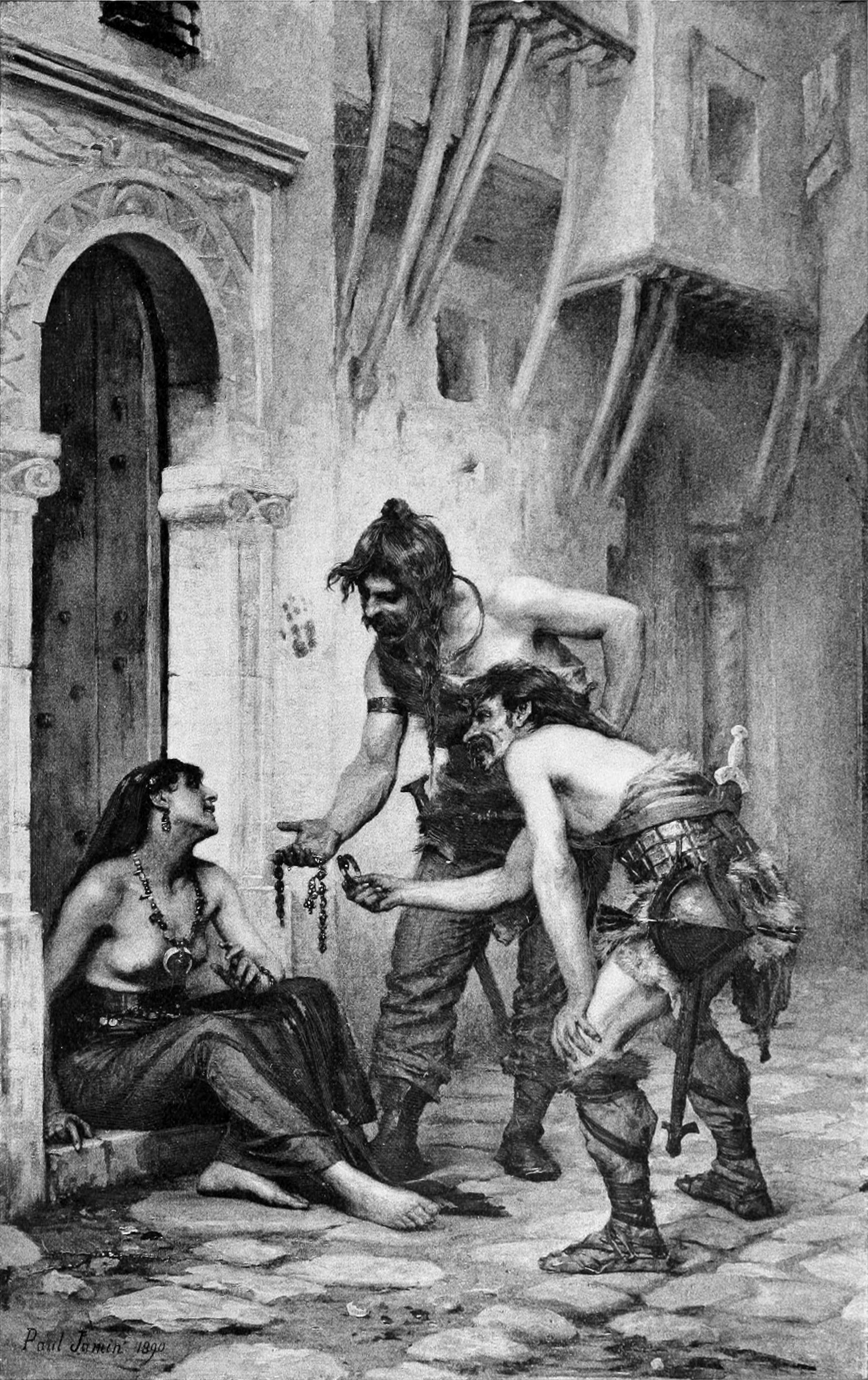
Galijscy najemnicy w Kartaginie (mal. Paul Jamin – Pokusa)

Powieść została bardzo dobrze przyjęta przez krytykę (poza Sainte-Beuve'em, który zarzucił Flaubertowi sadyzm i mnogość niezrozumiałego słownictwa) oraz innych znanych artystów francuskich – o Salambo pozytywnie wypowiadał się Victor Hugo, Jules Michelet czy Hector Berlioz. Wysoko oceniona została zarówno umiejętność oddawania przez autora realiów minionej epoki, jak i siła oddziaływania licznych w utworze epickich scen zbiorowych i batalistycznych. Doceniono nowatorski sposób ukazania wydarzeń wojennych z perspektywy ich szeregowych uczestników, równoległe ukazywanie punktu widzenia obydwu stron, a zarazem wyjątkową atmosferę utworu. 
Późniejsi krytycy byli mniej przychylni wobec Salambo – mimo docenienia rozmachu utworu i talentu narracyjnego Flauberta, powieść ta zyskiwała o wiele niższe oceny niż Pani Bovary czy Szkoła uczuć, jako nienaturalna, pełna umyślnie przejaskrawionych epizodów i przesadnie eksponująca okrucieństwo. Krytycy ci wychodzili z założenia, że Flaubert, pragnąc za wszelką cenę "odciąć się" od Pani Bovary i jej stylistyki, celowo skonstruował Salambo jako jej zupełne zaprzeczenie – pomimo istniejących podobieństw w psychologicznym rysie obydwu bohaterek. 
Wielkim obrońcą i miłośnikiem Salambo był György Lukács, który uznał ją za wzorcową powieść historyczną. Z taką interpretacją nie zgadzał się inny badacz francuskiej powieści dziewiętnastowiecznej Victor Brombert, którego zdaniem utwór, chociaż utrzymany w historycznej konwencji, był przede wszystkim opowieścią o świętokradztwie, naturze bogów i zakazanej namiętności, zaś Flaubert, nie chcąc dopuścić do nowego skandalu obyczajowego, zatuszował te skandalizujące motywy wśród wielości krwawych scen bitewnych. Podkreślany był tu fakt, że Salambo nie jest w stanie w rzeczywistości przedstawić obrazu prawdziwej Kartaginy ze względu na całkowity brak opisów życia codziennego tego miasta w literaturze historycznej.

## Adaptacje i nawiązania

### Sztuki plastyczne
- Rzeźby w brązie: Théodore'a Rivière (1895) i Jean Antoine Marie Idraca (1903)
- Litografia barwna Alfonsa Muchy (1896) i obraz Gastona Bussière'a (1907)

### Muzyka
- Salambo – opera Ernesta Reyera (1890);
- Salambo – opera Philippe'a Fénelona (1998);
- W 1989 Julie Pietri śpiewała piosenkę zatytułowaną Salambo i nawiązującą do losów tytułowej bohaterki powieści;
- W 1977 powstał zatytułowany tak album grupy rockowej Wapassou ze Strasburga;
- Opery na podstawie powieści pisali Modest Musorgski i Siergiej Rachmaninow, jednak żaden nie dokończył swojego dzieła.

### Film
- Cabiria - włoski film Giovanniego Pastrone z 1914 luźno opierał swoją fabułę o wątki z Salambo
- Salammbô – francuski film Pierre'a Marodona z 1925
- Salammbô – włosko-francuski film Sergia Grieca z 1960

### Komiks
Luźną interpretację powieści, łączącą wątki flaubertowskie z elementami science fiction, stworzył Philippe Druillet w trzech albumach: Salambo, Kartagina i Matho. 

## Inne
- Bezpośrednio po wydaniu książki w paryskim Palais-Royal została wystawiona jej parodia pt. Folambo.
- 9 sierpnia 1980, w dniu rocznicy śmierci Flauberta, Rober Racine czytał publicznie, bez przerwy, cały tekst Salambo.
- Na fabule powieści oparto tak samo zatytułowaną grę komputerową[9].